# Usine sucrière Darboussier
L'usine sucrière Darboussier est une ancienne usine sucrière sur la commune de Pointe-à-Pitre, en Guadeloupe. Elle est située en bord de baie du port. Son nom vient de son emplacement où se trouvait la plantation coloniale d'un commerçant français, Jean Darboussier.
Abandonnée et partiellement détruite, un centre culturel sur la mémoire de l'esclavage, le Mémorial ACTe, est construit sur le site.

## Historique

### Habitation Darboussier
Jean Darboussier, commerçant et contrebandier français, s'installe en Guadeloupe au cours du XVIIIe siècle, issu d'une vieille famille originaire de Montbazin, alors Arboussier. Il fait fortune dans le commerce, notamment avec les étrangers, et possède plusieurs maisons dont une à l'écart de la ville d'alors, sur le morne qui s'appellera « Morne Darboussier » et sera à l'origine de l'habitation agricole.

### Usine sucrière

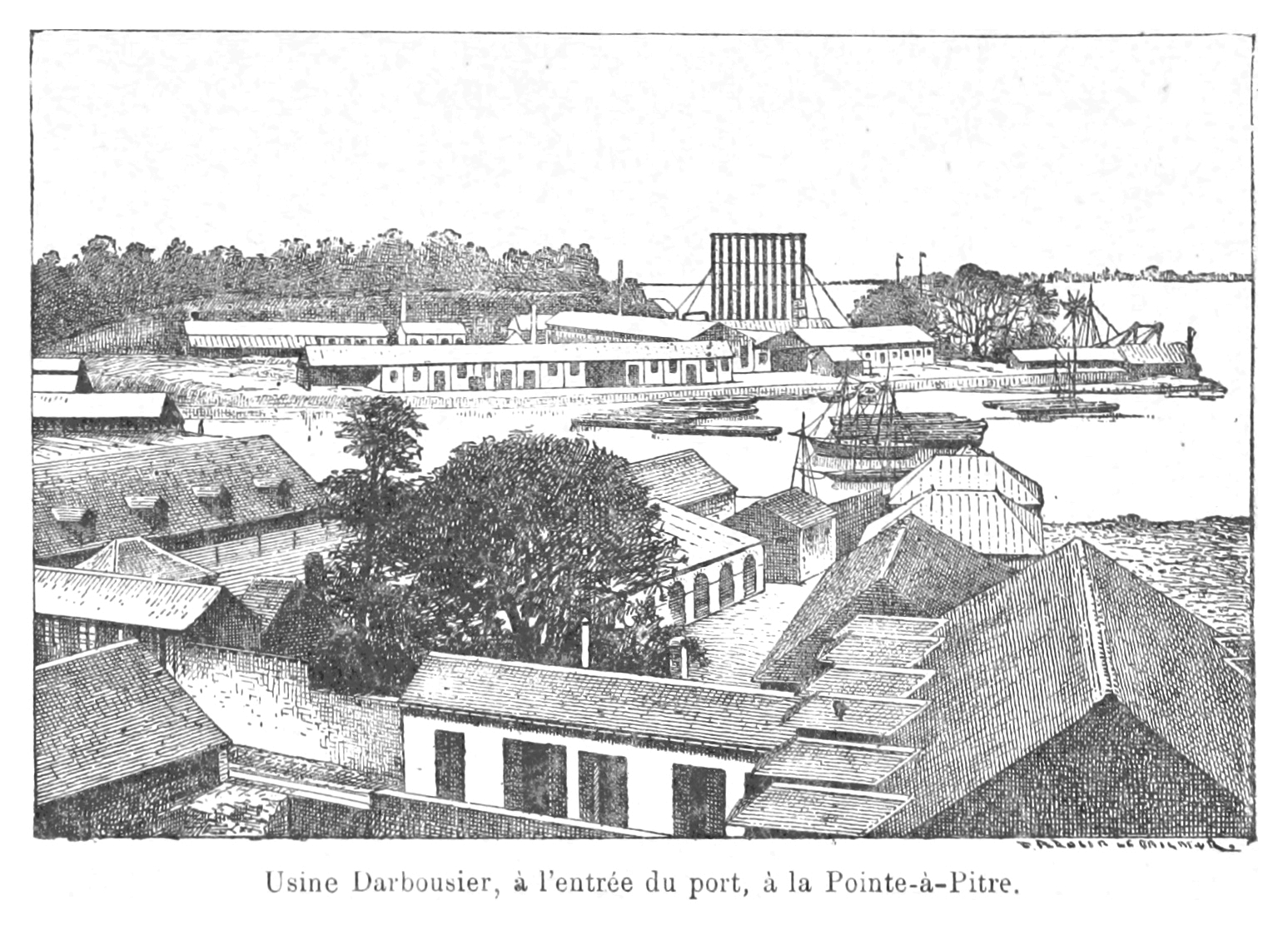
Vue de l'usine Darboussier, vers 1890.

Dans les années 1860, l'industriel Jean-François Cail et Ernest Souques s'associent pour créer la Compagnie sucrière de la Pointe-à-Pitre (CSPAP). L'usine sucrière Darboussier est créée en 1867-1869 et les entrepôts Darboussier de marchandises sont construits sur les quais. À la mort de Cail en 1871, Souques, qui est déjà le gérant depuis la création, se retrouve seul à la direction de l'usine qui est alors le plus gros employeur de l'île. En 1880, l'habitation du directeur est construite à l'angle des rues Achille René-Boisneuf et Nozières à Pointe-à-Pitre, dont le bâtiment héberge le musée Saint-John-Perse depuis son inauguration en 1987. 
L'usine va refléter la ségrégation qui comptait parmi les caractéristiques de la société créole. Traditionnellement, dans les anciennes colonies esclavagistes françaises, il existe une gradation de couleur, du plus sombre au plus clair. L'encadrement est réservé à des Blancs. 
Le patronat s'organisait pour que l'argent des salaires ne quitte pas les lieux. Il y avait de nombreux commerces plus ou moins affiliés, et l'usine possédait alentour un parc immobilier. Elle pouvait fonctionner en « circuit fermé » : elle possédait ses propres champs, qu'elle mettait à disposition de ses employés en colonage — une forme de servage instaurée aux Antilles qui permettait au propriétaire d'exploiter à moindre coût ses terres, souvent les plus difficiles. 
Le problème d'approvisionnement en canne à sucre dû au sur-dimensionnement de l'usine couplé aux grandes crises sucrières mondiales de 1885, 1895 et 1902 forcent Souques à se séparer de l'usine au profit de ses créanciers métropolitains. L'usine passe alors sous le contrôle d'une société anonyme créée pour l'occasion du nom de Société industrielle et agricole de Pointe-à-Pitre (SIAPAP). En 1928, l'usine et l'ensemble des équipements sont détruits lors de l'Ouragan Okeechobee. Les entrepôts et les hangars sont alors reconstruits en béton. Un des derniers témoins de l'usine reste le bâtiment qui a abrité l'administration du site. Il a été établi dans les années 1950 sur deux niveaux.  
En 1970, la SIAPAP fusionne avec la Compagnie française des sucreries pour former la Société industrielles de sucreries - Société agricole de la Guadeloupe (SIS-SAG). Ce groupe continuera à faire fonctionner la sucrerie jusqu'en 1980, date de la fermeture définitive de l'usine.

### Réhabilitation

Le mémorial ACTe.

Le terrain ayant été laissé à l'abandon à la suite de l'arrêt de l'activité de l'usine, le site est resté une grande friche industrielle d'une dizaine d'hectares au milieu des années 2000. Plusieurs projets de réhabilitations ont été envisagés, prévoyant des logements, des commerces, pour rendre une dynamique d'activité à ce quartier fortement touché par le chômage et la pauvreté après la fermeture de l'usine.
Le centre culturel, baptisé Mémorial ACTe, destiné à la mémoire de l'esclavage et de la traite, est inauguré le 10 mai 2015 par le président de la République François Hollande, sur le site de Darboussier.

## Architecture et protection
Le 20 avril 2006, une partie du site alors à l'abandon est inscrit au titre des monuments historiques. La protection concerne l'ancien bâtiment administratif de l'usine. Sur la façade du bâtiment, le logo de la SIAPAP est toujours visible en lettres majuscules, au niveau du frontispice (il manque cependant le premier A). En 2008, l'ancien entrepôt Darboussier est à son tour inscrit aux Monuments historiques.

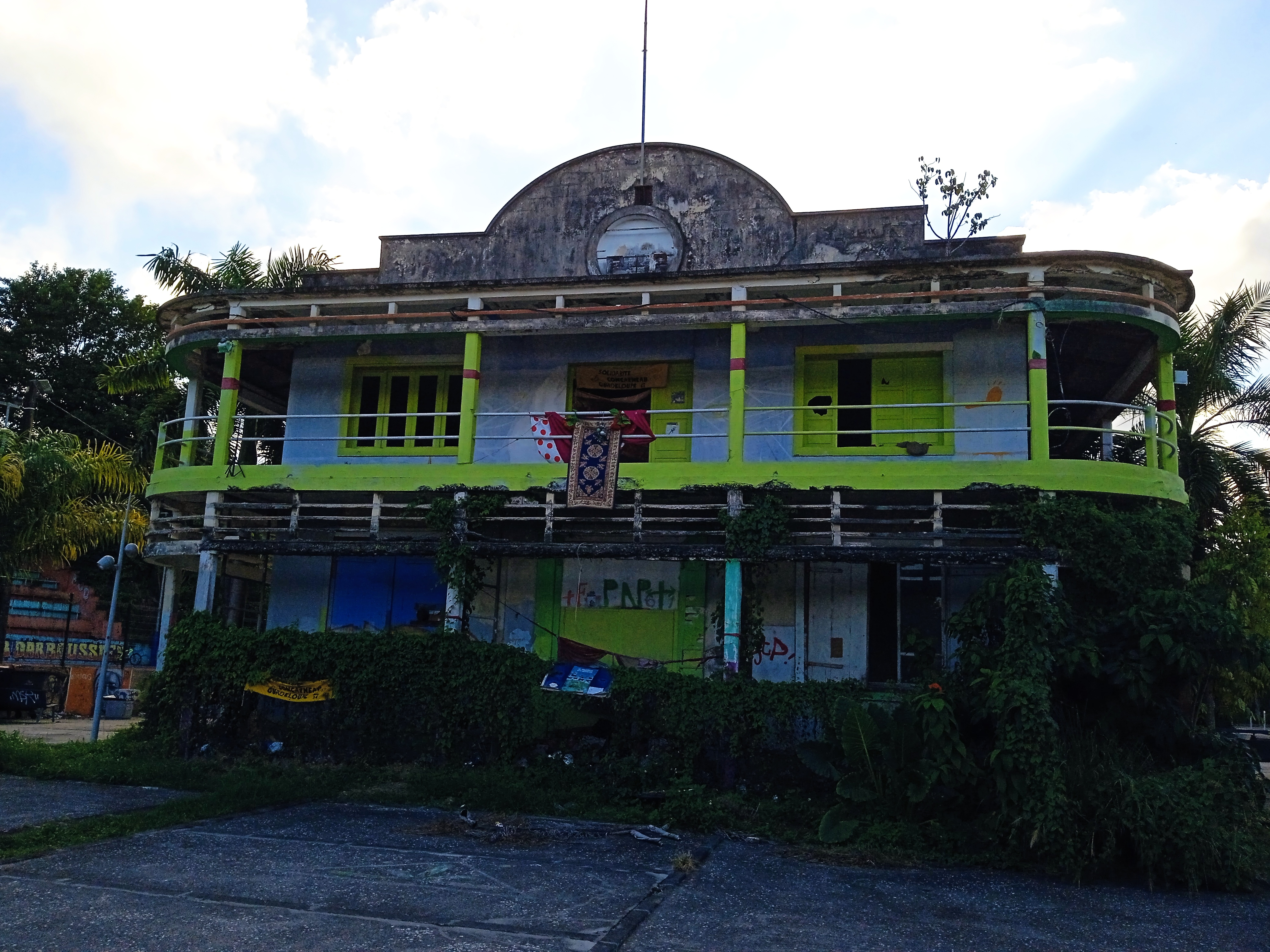
Le bâtiment administratif de la SIAPAG en février 2025.
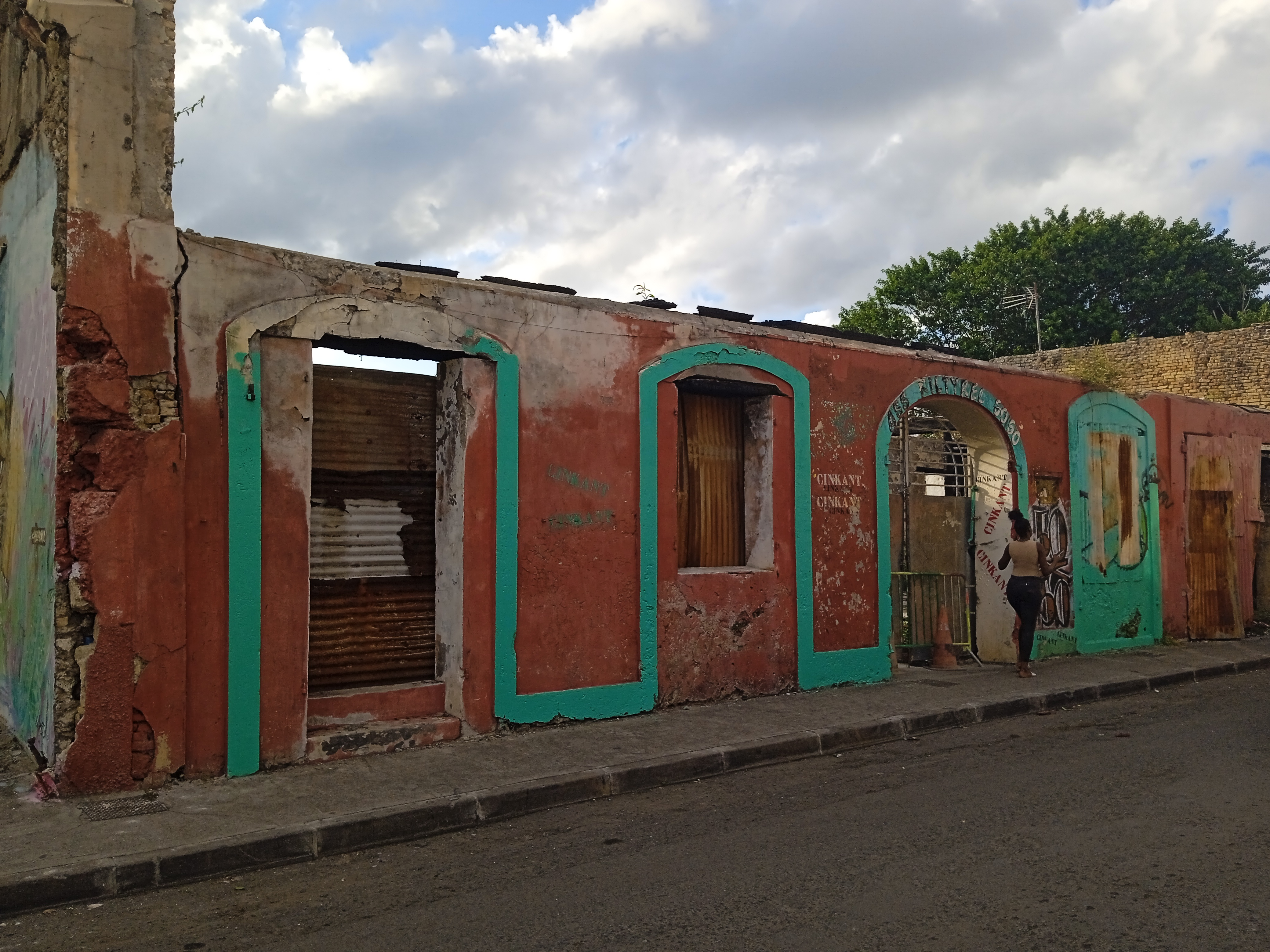
Ce bâtiment, un des derniers vestiges de l'usine Darboussier, occupe l'adresse officielle du site : 11, rue Raspail, à Pointe-à-Pitre.